# Via mesolímbica

A via mesolímbica pode ser vista aqui como as projeções azuis da área tegmental ventral (ATV) para o núcleo accumbens.

A via mesolímbica, às vezes chamada de via de recompensa, é uma das vias dopaminérgicas do cérebro. A via se inicia na área tegmental ventral do mesencéfalo e forma conexão com o sistema límbico através do núcleo accumbens, a amígdala cerebelosa e o hipocampo, e também com o córtex pré-frontal medial. É sabido estar envolvida na modulação das respostas comportamentais aos estímulos que ativam as sensações de recompensa através do neurotransmissor dopamina.
A liberação de dopamina da via mesolímbica no núcleo accumbens regula a saliência de incentivo (isto é, motivação e desejo) recompensando estímulos, e facilita o aprendizado da função motora de reforço e recompensa; também pode desempenhar um papel importante na percepção subjetiva do prazer. A desregulação da via mesolímbica e seus neurônios de saída no núcleo accumbens desempenha um papel significativo no desenvolvimento e manutenção de uma dependência.

## Anatomia
A via mesolímbica é uma coleção de neurônios dopaminérgicos (isto é, liberadores de dopamina) que se projetam da área tegmental ventral (ATV) para o corpo estriado ventral, que inclui o núcleo accumbens (NAcc) e o tubérculo olfatório. É uma das vias componentes do feixe do prosencéfalo medial, que é um conjunto de vias neurais que medeiam a recompensa da estimulação cerebral.
O VTA está localizado no mesencéfalo e consiste em neurônios dopaminérgicos, GABAérgicos e glutamatérgicos. O núcleo accumbens e o tubérculo olfativo estão localizados no estriado ventral e são compostos principalmente de neurônios espinhosos médios. O nucleus accumbens é subdividido em sub-regiões límbicas e motoras conhecidas como shell NACC e núcleo NAcc. Os neurônios espinhosos médios no nucleus accumbens recebem informações de ambos os neurônios dopaminérgicos da VTA e dos neurônios glutamatérgicos do hipocampo, da amígdala e do córtex pré-frontal medial. Quando eles são ativados por essas entradas, as projeções dos neurônios espinhais médios liberam GABA no pálido ventral.

## Função
A via mesolímbica regula a saliência de incentivo, motivação, aprendizagem de reforço e medo, entre outros processos cognitivos.
A via mesolímbica está envolvida na cognição da motivação. A depleção de dopamina nesta via, ou lesões no seu local de origem, diminui a extensão em que um animal está disposto a buscar uma recompensa (por exemplo, o tempo procurando comida). Drogas dopaminérgicas também são capazes de aumentar a taxa de disparo dos neurônios na via mesolímbica, que aumenta durante a antecipação da recompensa. Acredita-se que a liberação de dopamina mesolímbica seja o principal mediador do prazer, mas acredita-se que tenha apenas um papel menor na percepção do prazer.

## Significado clínico
A via mesolímbica e um conjunto específico de neurônios de saída da via (ou seja, neurônios espinhosos médios do tipo D1 dentro do núcleo accumbens) desempenham um papel central na neurobiologia da dependência. Também está implicado na esquizofrenia e depressão. Dependência, esquizofrenia e depressão envolvem mudanças estruturais distintas dentro da via mesolímbica. O abuso também pode afetar a via mesolímbica. Um estudo de 2017 descobriu que eventos adversos da vida - abuso emocional, físico e sexual - estavam associados a uma resposta límbica aumentada à cocaína. Em outras palavras, os indivíduos que sofreram abuso anteriormente eram mais propensos a ter uma via cerebral preparada para o uso de cocaína ou outras drogas.